# Abdullah Kordopski
Abd Allah ibn Muhammad ibn Abd al-Rahman (11. siječnja 844. – 15. listopada 912.) bio je sedmi emir Córdobe, vladajući 888. – 912. godine.
Abdullah je bio sin Muhameda I. i polubrat al-Mundhira Kordopskog.
Oko 863. godine, Abdullah se oženio gospom Onekom Fortúnez, koja je bila kći kralja Pamplone. Ovo su Abdullahova djeca:
- Muhamed
- al-Mutarrif,[2] ubijen 895.
- Aban
- al-Asi, pogubljen 921.